# I Am Not Okay With This
I Am Not Okay With This é uma série de televisão americana de comédia dramática e amadurecimento, baseada na história em quadrinhos de mesmo nome do escritor Charles Forsman. A série é estrelada por Sophia Lillis e Wyatt Oleff, bem como Sofia Bryant e Kathleen Rose Perkins. Foi lançada na Netflix em 26 de fevereiro de 2020. A série recebeu diversas críticas positivas do público, com diversos elogios pelas atuações, principalmente de Lillis e Oleff.
Em 21 de agosto de 2020, a série – que já continha a sua segunda temporada aprovada – foi oficialmente cancelada após uma temporada devido a circunstâncias relacionadas à pandemia de COVID-19.

## Premissa
Sydney (Sophia Lillis) é uma adolescente que enfrenta turbulências típicas dessa fase da vida, como problemas de relacionamento com a família, o dia-a-dia no ensino médio e sua sexualidade em desenvolvimento. Tudo seria mais fácil se uma série de superpoderes misteriosos também não estivessem despertando dentro dela.

## Elenco

### Principal
- Sophia Lillis como Sydney "Syd" Novak, uma menina de 17 anos que começa a perceber que tem poderes telecinéticos
- Wyatt Oleff como Stanley "Stan" Barber, vizinho e amigo de Sydney
- Sofia Bryant como Dina, a melhor amiga de Sydney por quem Sydney tem uma queda
- Kathleen Rose Perkins como Maggie Novak, a mãe viúva de Sydney

### Recorrente
- Richard Ellis como Bradley "Brad" Lewis, namorado de Dina no qual Sydney não gosta
- David Theune como Sr. File, professor de ciências do ensino médio
- Zachary S. Williams como Ricky Berry, atleta confiante e com dinheiro. O melhor amigo de Brad
- Aidan Wojtak-Hissong como Liam Novak, irmão mais novo de Sydney

As filmagens de Alex Lawther e Jessica Barden são brevemente usadas como um easter egg para representar, respectivamente, seus personagens James e Alyssa de The End of the F***ing World (2017–2019), cujos eventos devem ocorrer simultaneamente com os de I Am Not Okay With This.

## Episódios
| N.º | Título Original Título no Brasil                   | Dirigido por       | Escrito por                       | Lançamento              |
| --- | -------------------------------------------------- | ------------------ | --------------------------------- | ----------------------- |
| 1 | "Dear Diary..." "Querido Diário..."                | Jonathan Entwistle | Jonathan Entwistle & Christy Hall | 26 de fevereiro de 2020 |
| Sydney Novak é uma jovem de 17 anos que mora com a mãe e o irmão mais novo um ano após a morte do pai. Sydney fica frustrada porque eles nunca falam sobre o suicídio de seu pai. Ela também discute constantemente com a mãe. Sua orientadora recomenda que Sydney comece um diário para canalizar sua raiva, e Sydney relutantemente concorda. Sydney se encontra com sua melhor amiga Dina, que começou a namorar o atleta e menino de ouro, Bradley Lewis. De repente, o nariz de Bradley começa a sangrar, o que Sydney está quase convencida de que foi o que ela fez. No caminho para casa, ela encontra Stanley Barber, seu vizinho, que sugere que eles deveriam sair logo, com o que Sydney relutantemente concorda. Em casa, ela cuida do irmão, Liam, que conta a ela sobre uma criança que se meteu em apuros por socar alguém. Mais tarde naquela noite, após uma discussão fria com sua mãe, Sydney fica frustrada no chão de seu quarto, quando parte da parede atrás dela racha. |                                                    |                    |                                   |                         |
| 2 | "The Master of One F**k" "O Mestre de Uma Transa"  | Jonathan Entwistle | Christy Hall                      | 26 de fevereiro de 2020 |
| Na manhã seguinte, Sydney se convence de que o colapso da parede foi resultado do fato da casa estar velha. Sua mãe pede que ela compre mantimentos. Sydney pergunta a Dina se ela lhe daria uma carona depois da escola. No entanto, Dina admite que vai ao pep rally e ao jogo de futebol. Sentindo-se traída, Sydney dá um passeio, jogando algumas pedras, uma das quais derruba uma placa, assustando-a. Ela então recruta Stanley para seu carro, mas fica sem dinheiro para pagar as compras e começa a devolver a comida. Enquanto Sydney está tentando se acalmar em um corredor da loja, todas as comidas no corredor, cai das prateleiras, fazendo com que Sydney saia correndo da loja, depois que Stanley se aproxima para ver como ela está. Stanley acredita que Sydney teve um ataque de pânico e fala com ela do lado de fora. Depois, eles vão para o jogo de futebol, indo para casa de Stanley, em seguida. |                                                    |                    |                                   |                         |
| 3 | "The Party's Over" "A Festa Acabou"                | Jonathan Entwistle | Liz Elverenli                     | 26 de fevereiro de 2020 |
| Sydney confidencia a Dina que ela fez sexo com Stanley na noite anterior, mas esconde seus verdadeiros sentimentos. Depois, ela leva Liam para casa e eles encontram o valentão da escola de Liam, Richard. Sydney o confronta, mas quando seus poderes falham durante o confronto, ela lhe dá um aviso para recuar. Em casa, ela vai ao porão para encontrar quebra-cabeças para Liam, uma parte da casa que a mesma não ficava desde a morte de seu pai. Sentimentos de tristeza a dominam e ela tem um ataque de pânico, sacudindo a casa e matando o ouriço de estimação de Liam. Sydney mais tarde vai à uma festa, finalmente tendo a chance de passar um tempo com Dina, mas Bradley chega e a leva embora. Mais tarde, Stanley a convida para o baile, ao que ela lhe dá um relutante "sim". Mais tarde, Sydney encontra Dina chateada, sozinha em um quarto após uma intensa discussão com seu namorado, Bradley. Sydney a conforta e a beija depois disso. Dina reage, enervada com isso, Sydney sai correndo e vai para um lugar sozinho na floresta. Ela grita, fazendo com que todas as árvores ao seu redor caiam no chão. |                                                    |                    |                                   |                         |
| 4 | "Stan by Me" "Stan Sabe"                           | Jonathan Entwistle | Tripper Clancy                    | 26 de fevereiro de 2020 |
| Após o incidente de Sydney na floresta, ela percebe que Stanley viu tudo e ela o jura segredo antes de fugir. No dia seguinte, a mãe de Sydney pede que ela cuide de Liam novamente, assim, começando uma discussão entre as duas, na qual a mãe de Sydney diz a ela que seu pai não era quem ela pensava que ele era. Mais tarde, Sydney sai da aula, quase ativando seus poderes novamente, mas os impede pensando em memórias felizes. Dina corre atrás dela e pergunta se ela está bem e se elas podem conversar sobre o beijo, mas Sydney mente e diz que está tudo bem. Syd vai para a pista de boliche e se encontra com Stan, que tenta ajudá-la a entender seus poderes. Lá, ela admite que as árvores explodiram porque ela beijou alguém na festa e diz que seus poderes parecem estar ligados às suas emoções. Stan então tenta acionar os poderes da mesma ao deixá-la com raiva, e no processo, Sydney quase acerta Stan com bolas de boliche, ficando irritada. Enquanto Sydney está voltando para casa, ela acredita ter visto uma figura seguindo ela. |                                                    |                    |                                   |                         |
| 5 | "Another Day in Paradise" "Mais Um Dia no Paraíso" | Jonathan Entwistle | Tripper Clancy                    | 26 de fevereiro de 2020 |
| Durante a aula, Dina e Brad são pegos colando em um teste e recebem detenção; Syd e Stan recebem detenção por protestar contra isso. Na detenção estão os quatro e sua colega, Jenny. Ela sugere que, ao invés de limpar as arquibancadas, como foram instruídos a fazer, eles joguem "Transa, Casa ou Mata", mas Sydney foge com raiva após Jenny sugerir que ela não é "fodível". Correndo para a biblioteca, Sydney inadvertidamente derruba todas as estantes com seus poderes, e ela e Stan recrutam Dina para roubar as imagens de segurança, dizendo a ela que a razão é que as fitas mostram eles fazendo sexo na biblioteca. Os três elaboram um plano e invadem o escritório, roubando as imagens com sucesso. No vestiário, Sydney ouve Jenny e Brad admitindo que fizeram sexo e que Brad traiu Dina. Quando Dina entra, Sydney diz a ela, apesar dos apelos de Brad para que ela não o faça, fazendo assim, Dina e Brad terminarem. Sydney conta a Stan o que aconteceu na biblioteca: alguma outra coisa estava fazendo as luzes piscarem e ela sentia que não estava sozinha. |                                                    |                    |                                   |                         |
| 6 | "Like Father, Like Daughter" "Tal Pai, Tal Filha"  | Jonathan Entwistle | Christy Hall                      | 26 de fevereiro de 2020 |
| Olhando para as imagens de segurança, Sydney questiona sua sanidade antes de atacar Stan com raiva. Na escola, Brad enfrenta Sydney, com raiva por ela ter causado o rompimento dele e de Dina. Com raiva, Sydney faz com que os armários atrás dele se abram. Mais tarde, Dina confronta Sydney sobre o que realmente estava na fita, mas Sydney se recusa a contar a ela. Na escola de Liam, ele tenta falar com sua paixão, Veronica, antes que Richard dê um soco nele. No almoço, Ricky Berry conta a Brad sobre um boato sobre ele, enquanto Stan tenta fazer planos com Sydney sobre o regresso a casa. Ela fica com raiva dele, dizendo-lhe que ela não se importa com o retorno ao lar e ele pergunta a outra pessoa. Sydney conta à sua conselheira sobre o homem que ela viu, então, sua conselheira a convence de que eram alucinações de seu pai. Em casa, Liam chama Sydney por seu péssimo comportamento ultimamente, citando seu olho roxo por causa de Richard e sua atitude horrível. Na tentativa de obter mais respostas, Sydney vasculha os pertences de seu pai no porão, onde sua mãe descreve seu pai como tendo experiências semelhantes às de Sydney. Quando Sydney vai escrever em seu diário, ela descobre que está faltando.                                                           |                                                    |                    |                                   |                         |
| 7 | "Deepest, Darkest Secret" "Segredo Mais Sombrio"   | Jonathan Entwistle | Christy Hall & Jenna Westover     | 26 de fevereiro de 2020 |
| Na manhã seguinte, Sydney decide assumir uma atitude feliz diante da situação e faz as pazes com seu irmão. Na academia, Dina admite que se sente distanciada de Sydney, ela então conta a Dina sobre suas "alucinações de luto". Depois, Sydney diz a Dina que ela e Stan não vão ao baile. Dina pede que Sydney vá com ela, já que nenhuma delas tem namorado. Mais tarde, Brad diz a Ricky que a dança seria "alucinante". No baile, Sydney conversa com Stan, que admite seus sentimentos por ela, mas Sydney diz a ele que o vê apenas como um amigo. Stan pergunta se Dina sabe sobre seus poderes, ao que Sydney diz que só ele sabe. Enquanto dançavam juntas, Dina e Sydney conversam sobre seu beijo, e Dina diz a ela que "não gostou". Enquanto o Rei e a Rainha do baile são anunciados, Brad interrompe, e é revelado que ele pegou o diário de Sydney. Ele expõe os sentimentos de Sydney por Dina e seus problemas recentes em casa. Antes que ele pudesse expor seus poderes, com raiva, Sydney explode sua cabeça com seus poderes, matando-o. Chocada, a garota corre para à floresta, escalando uma torre de vigia florestalbquando um homem aparece das sombras. Quando Sydney pergunta se ela deveria ter medo dele, ele responde que ela não deveria, mas que todos deveriam ter medo deles. |                                                    |                    |                                   |                         |

## Produção

### Desenvolvimento
Em 12 de dezembro de 2018, foi anunciado que a Netflix havia dado à produção um pedido de série para uma primeira temporada de 8 episódios, dos quais apenas 7 foram produzidos. A série foi criada por Jonathan Entwistle e Christy Hall, que são creditados como produtores executivos ao lado de Shawn Levy, Dan Levine, Dan Cohen e Josh Barry. Entwistle também dirige a série. A série foi lançada em 26 de fevereiro de 2020. A série foi renovada pela Netflix para uma segunda temporada. Em 21 de agosto de 2020, a Netflix cancelou a série após uma temporada, declarando "circunstâncias relacionadas à COVID".

### Seleção de elenco
Juntamente com o anúncio da série, foi anunciado que Sophia Lillis, Sofia Bryant, Wyatt Oleff e Kathleen Rose Perkins estrelariam a série, com Aidan Wojtak-Hissong e Richard Ellis em papéis recorrentes.

### Filmagens
As filmagens começaram em Pittsburgh em junho de 2019. A cidade de Brownsville, Pensilvânia, serviu como local principal, enquanto a Westinghouse Arts Academy Charter School de Wilmerding foi usada como o exterior da escola.

### Cancelamento
O showrunner e principal produtor executivo da série, Jonathan Entwistle, que também é produtor de The End of the F***ing World, falou sobre o cancelamento e explicou o que aconteceu para a Netflix ter decidido não renovar a série que já tinha uma segunda temporada aprovada. O produtor então explicou que mesmo com o roteiro da segunda temporada estando pronto, o custo da produção seria ainda maior devido à pandemia de COVID-19.
"Não era necessariamente sobre o número de espectadores, porque é mais complexo que isso com a Netflix. Tivemos ótimos números para uma série desse tamanho. Se você colocasse essa série no Hulu, seria algo gigantesco, mas na Netflix não foi muito impressionante".
I Am Not Okay With This era considerada uma série de nicho menor, e a Netflix considerava uma substituta de Stranger Things, porém, as finanças da série eram mais altas do que imaginavam, então em 21 de agosto de 2020, a Netflix anunciou o cancelamento da série, deixando-a sem um final.
O produtor, contudo, deixou claro que tentou alterar o final para que não ficasse com tantos mistérios, porém a Netflix não permitiu.[carece de fontes?]

## Recepção
No site agregador de resenhas Rotten Tomatoes, a série tem 87% de aprovação com 67 críticas, com uma classificação média de 6,82/10. O consenso crítico do site diz: "Tão desajeitada e charmosa quanto a adolescência, mas com o dobro de reviravoltas sobrenaturais, a primeira temporada de I Am Not Okay With This às vezes se transforma em território raso, mas a forte atuação de Sophia Lillis a mantém à tona. O agregador de resenhas Metacritic deu à série uma pontuação de 68 em 100, com base em 16 críticas, indicando "revisões geralmente favoráveis". A série foi indicada a "Melhor Adaptação de História em Quadrinhos/Banda Desenhada" no Harvey Awards de 2020.